# Нисияма, Сокити
Сокити Нисияма (яп. ニシヤマ・ソウキチ; Виктор Сабу́рович; 21 января 1945 — 6 мая 2005) — российский предприниматель и муниципальный политик, мэр муниципального образования «Томаринский район» в 2004—2005 годах, первый в истории России глава муниципального образования — этнический японец.

## Биография
Родился в деревне Кони уезда Хонто префектуры Карафуто (впоследствии — Шебунино Невельского района Сахалинской области), в многодетной крестьянской семье (родители Сокити перебрались на Сахалин из «большой» Японии в 1936 году), где был седьмым ребёнком. После присоединения Южного Сахалина к СССР в августе-сентябре 1945 года, родители Сокити отказались эвакуироваться в Японию и остались на острове.
Отслужив в армии, Нисияма окончил Южно-Сахалинский государственный педагогический институт по специальности «учитель географии» и преподавал в школах Сахалина.
В начале 1990-х годов занялся предпринимательской деятельностью по производству кондитерских изделий. Увлёкся политикой, вступил в ЛДПР. В 2001 году принял участие в выборах мэра Томаринского района, по итогам голосования заняв второе место. В октябре 2004 года вновь участвовал в муниципальных выборах районного мэра и на этот раз уверенно победил («за» — 45,92 % проголосовавших).
6 мая 2005 года скончался в Южно-Сахалинске по неустановленной причине. В заявлении Ивана Малахова, в тот период губернатора Сахалинской области, по поводу смерти Нисиямы говорилось: «Он пользовался заслуженным уважением и любовью людей, на него равнялись коллеги, преклонялись в семье. Невозможно не испытывать чувство горечи оттого, что ушёл из жизни достойный человек. Он недолго руководил районом, но всегда был в центре его общественно-политической и экономической жизни…».

## Взгляды
Несмотря на то, что некоторые СМИ подозревали Нисияму в «прояпонских настроениях» и прогнозировали, что он будет «лоббировать интересы этнических общин на Сахалине», сам политик подчёркивал, что считает себя россиянином, и негативно отзывался об идее передачи Южных Курил Японии: «Людей ведь не обманешь, они понимают, что японцам нужны не сами клочки суши — они такие же могут запросто искусственным путём в море насыпать. Суть вопроса в том, что наши соседи хотят получить неограниченный доступ к биоресурсам акваторий этих островов. Ну и самолюбие своё потешить заодно!»
Своё членство в ЛДПР объяснял следующим образом: «На мой взгляд, наша партия — единственная, которая последовательно защищает интересы населения. Остальные юлят, шарахаются из одной крайности в другую. А ЛДПР идёт прямо вот уже более десяти лет, говоря: мы за народ, за Россию. Поэтому я с ними».